# Bhupalgarh
Bhupalgarh fou una thikana del Mewar (Udaipur) governada per una dinastia sidòdia del clan Ranawat.
Fou concedida a Pratap Singh, segon fill de Himmat Singh de Shivrati, el fill del qual, Kunwar Bhagwat Singh, havia estat adoptat per la casa de Mewar. Això va passar poc abans de la independència de l'Índia. El va succeir el seu fill Narendra Singh. Porten el títol de maharajà.